# Talwandi Bhai
Talwandi Bhai é uma cidade  no distrito de Firozpur, no estado indiano de Punjab.

## Demografia
Segundo o censo de 2001, Talwandi Bhai tinha uma população de 14,570 habitantes. Os indivíduos do sexo masculino constituem 53% da população e os do sexo feminino 47%. Talwandi Bhai tem uma taxa de literacia de 63%, superior à média nacional de 59.5%: a literacia no sexo masculino é de 66% e no sexo feminino é de 58%. Em Talwandi Bhai, 14% da população está abaixo dos 6 anos de idade.